# Succumbs
Succumbs è un album-video del gruppo rock statunitense R.E.M., pubblicato nel 1987. 
Nel 2006 tutto il catalogo contenuto nella VHS verrà inserito nel DVD When the Light Is Mine: The Best of the I.R.S. Years 1982-1987.

## Tracce
1. Radio Free Europe
2. So. Central Rain
3. Left of Reckoning
4. Cant Get There from Here
5. Driver 8
6. Life and How to Live It
7. Feeling Gravitys Pull
8. Fall on Me